# II. Piusz pápa
Nem tévesztendő össze Enea Silvio Piccolomini császári tábornokkal (1643–1689).
Enea Silvio Piccolomini (Pienza, 1405. október 18. –‎ Ancona, 1464. augusztus 14.) a II. Piusz uralkodói nevet felvéve 1458-ban lépett a római katolikus egyház legfőbb hivatalába. A történelem lapjaira Piusz reneszánsz egyházfőként vonult be. A viszonylag fiatalon megválasztott, 210. pápa a humanizmus korának eszményképe volt. Igazi polihisztor, a régészet és a művészet pártolója, mindemellett az emberi élet elkötelezett híve. Személyében a kor egyik legkiemelkedőbb humanista figurája lépett az egyház trónjára, akit a reneszánsz Itália nem győzött dicsőíteni. A több tudományhoz is kiválóan értő Piusz hamar megtalálta helyét a kléruson belül. Bíborosként, majd pápaként tiszteletet vívott ki magának, bár pontifikátusa csak néhány esetben hozott igazi áttörést. Uralkodásának középpontjában az Oszmán Birodalom elleni keresztes hadjárat megindítása szerepelt, de a konciliarizmus ellen is fellépett.

## Életpályája a római trónig

### Életének első szakasza
Enea Silvio de'Piccolomini (vagy latinul: Aeneas Sylvius Piccolomini) néven látta meg a napvilágot 1405. október 18-án a Sienához tartozó kicsiny Corsignano városkában. A modern kor életrajzkutatói számára is a reneszánsz pápaság egyik eszményképeként él a későbbi pápa, ugyanis mind a mai napig ő az egyetlen olyan egyházfő, aki megírta saját életrajzát. Ebből tudjuk azt is, hogy apját Silvio de'Piccolomininek nevezték, anyja pedig a Vittoria Forteguerra nevet viselte. A tizennyolc gyermeket nevelő család nem volt egyszerű helyzetben. A nemesi Piccolomini név gazdagsága Enea születésekor már csak emlék volt. Az egykori sienai patricius család elszegényedett, és maga művelte birtokait Corsignano környékén. Enea született meg elsőként a családban, így neki bőven kijutott a ház körüli mezőgazdasági munkából. Ugyanakkor élénk érdeklődést mutatott a tudományok iránt. Az egyház közvetítésével sikerült is némileg megalapoznia későbbi tudását. A városka plébánosa megtanította néhány alapvető dologra, ami után tizennyolc évesen elhagyta a családi fészket, és beiratkozott a Sienai Egyetemre. Lázas szorgalommal vetette bele magát a tanulásba, és hamar képzett teológus vált belőle. A Toszkánában egyre nagyobb táborra találó humanizmus őt is megérintette. Barátai lebeszélték arról, hogy szerzetesnek álljon, és hamarosan Firenzébe utazott, hogy közelebbről megismerkedjék a kor dicsőített költőivel, íróival és minden művésszel, aki akkoriban az emberközpontúságot, és hamarosan a reneszánszt hirdette mind a fizikai, mind a lelki dolgok terén.
Saját bevallása szerint ez az időszak a testi érzékek időszaka is volt. A teológiát szabadon értelmező Enea tivornyáról tivornyára járt, de családja hamar véget vetett ennek az életnek, és visszahívták Sienába. Az egyetemen jogot tanult, majd hamarosan a város katedrájának egyik legjelesebb képviselőjévé vált. 1431-ben a városba érkezett Fermo püspöke, Domenico Capranica, akinek nagy szerepe volt abban, hogy Enea elinduljon hosszú karrierjén. A püspök titkárának fogadta, majd megkérte, hogy kísérje el Bázelbe, az egyetemes zsinatra.

### A bázeli zsinat évei
A bázeli zsinat 1432-ben nyílt meg, és az újonnan megválasztott IV. Jenő pápa elnökölt rajta. A konciliarizmus és a pápai hatalom legnagyobb csatája zajlott a zsinaton, amelyen Enea is a bíborosok és püspökök mellé állt, akik a pápával szemben a zsinati hatalom elsőségét hirdették, a rendi monarchiává szerveződő európai államok mintájára. A Capranica püspök mellett küzdő Enea nem tartott nagy hatású szónoklatokat a zsinaton, és nem is játszott igazán fontos szerepet. A gyűlés méltóságainak kegyeit azonban sikerült elnyernie. Éppen ezért a zsinat megnyitása után pár hónappal elhagyta Capranicát, és a gazdag Albergati bíboros szolgálatába állt. A kardinális oldalán több zsinaton is részt vehetett l, ami megnövelte ismertségét és gyakorlottságát is. 1435-ben részt vett az Arras-ban megtartott gyűlésen is, ahol Franciaország és Burgundia békeszerződést kötött.
A sikeres politikai találkozó után Albergati titkos küldetést bízott rá, s ő ezután Angliába és Skóciába utazott. A részletesen leírt életrajz homályba burkolja a brit szigeteken tett látogatását. Céljairól semmit sem jegyzett fel, mindössze titkos voltát hangsúlyozta. A hajóút rendkívül veszélyes volt leírása szerint, és miközben célja felé tartott, esküt tett arra, hogy amennyiben túléli az utat, gyalog vág neki a skót tengerpartról az első Szűz Mária-kegyhelynek, hogy lerója háláját. A hajó végül a skót Dunbar partjainál tette partra, ahonnan mezítláb valóban el is indult a nyolc mérföldnyire (13 km) fekvő Whitekirk felé, hogy beváltsa esküjét. Az fagyos, köves, téli hegyvidéken átvezető út alaposan meggyötörte. Ekkor kapta el először a lábfájás, később a köszvény, amely egész életét végigkísérte.
A kalandos utazás végeztével Enea visszatért Bázel városába, annak ellenére, hogy Albergati bíboros már nem tartózkodott az egyre vadabb eszméket valló zsinaton. Úgy tűnik a titkos küldetés után Enea már kellően megerősödött, hogy egyedül is megállja a helyét a klérus soraiban. A zsinatot Enea valósággal felrázta. Kiváló szónoklatai mind a konciliarizmus mellett próbálták meggyőzni a zsinatot. Ekkor foglalt először nyíltan állást IV. Jenővel szemben. A művelt humanista klerikus hamarosan a bázeli események egyik legfőbb figurájává vált. Bázelben több barátra is szert tett, akikkel gyakran ültek le beszélgetni a humanizmus felszabadult szellemében. Később ez odáig vezetett, hogy Enea rendszeresen összejárt bázeli barátaival, és tivornyákon vettek részt. A buja életvitel szenvedélyét sem csillapította, és két törvénytelen gyermeke is született. Az egyik még Skóciában, a másik pedig Strasbourgban. A mértéktelen életet Enea nem szégyellte, és az emberi értékeket magasztalta ebben az életvitelben is. Később pápaként sem mondott le gyermekeiről, és maga mellé vette őket a pápai palotába. Igaz ekkoriban még nem volt pappá szentelve.

### V. Félixtől a pápai trónig
A zsinat és Jenő között 1439-re annyira elmérgesedett a viszony, hogy a bázeliek törvénytelennek nyilvánították a pápa megválasztását, és éppen ezért új konklávét hívtak össze Bázelban. Hiába próbálta lebeszélni a pápaválasztásról több európai hatalom is a zsinatot, Enea vezetésével a konciliarista zsinat 1439-ben egyházfővé választotta VIII. Amadét, Savoya hercegét, aki felvette az V. Félix pápa nevet. Az új pápa Enea Piccolominit nevezte ki újjáalakuló kúriájának titkárává. A nagy befolyás azonban elmaradt, sőt mi több Enea kellően átgondolva Félix lehetőségeit, végül megpróbálta lebeszélni az ellenpápát trónjáról. A Lausanne-ba átköltözött zsinat előtt is kijelentette, hogy értelmetlen a római egyházfő elleni harc továbbfolytatása. De Félix nem volt hajlandó lemondani trónjáról, így Enea fogta magát és tovább állt. Erre kiváló lehetőséget nyújtott az 1442-ben Frankfurtban összeülő birodalmi zsinat. Az új ismeretségek nyomán, az akkorra már európai hírre szert tett Enea könnyedén az új császár, III. Frigyes kegyeibe férkőzött. Az uralkodó költői babérkoszorúvaval ismerte el Enea tehetségét, és meghívta udvarába. Így november 11-én Félix egykori titkára Frigyes udvarával együtt Bécsbe utazott, ahol kiváló barátságot kötött Kaspar Schlick kancellárral. A kancellárián titkárként dolgozott éveken keresztül, és a komoly feladat, valamint a császár diplomáciája hamar megkövetelte Eneától, hogy gondolja át kapcsolatát a római kúriával. 1445-ben hivatalos ügyben érkezett meg Rómába, ahol tárgyalt IV. Jenő pápával is. Enea teljes bűnbocsánatot kért, és megígérte, hogy közvetít az ellenpápa és Jenő között. Ezekre az ígéretekre Jenő feloldotta a korábban Eneára kirótt egyházi átkokat.
A keresztény egyházhoz való csatlakozás szinte egy csettintésre kicserélte Enea Piccolomini életfelfogását. A művészetek és a humanizmus kedvelője ezentúl igazi szent életmódot folytatott. A hosszú böjtnek meg is volt a haszna, 1446 márciusában Bécsben aldiakónusnak szentelték fel. A német hercegek és Jenő között többször is sikerrel közvetített, ezért hamar a Laterán egyik legbennfentesebb alakja lett. A kiváló szolgálatokat az Apostoli Szentszék nem felejtette el, és az 1447-ben trónra lépő V. Miklós pápa egyik első intézkedéseként Eneát felszentelte Trieszt püspökévé. Miklós uralma alatt sikerült végleg megtörnie a zsinati elv mellett kardoskodó német fejedelmeket, és nagy szerepet vállalt a bécsi konkordátum aláírásában. Ennek elismeréseként 1450-ben Siena püspöki székét is megkaphatta. Itália legtiszteltebb klerikusa volt. A nép és a nemesség rajongott érte, hiszen Enea igazi mesterműveket alkotott az irodalomban, és emellett majdnem minden művészeti és tudományos ághoz értett. Egyházi berkekben is elismerték teljesítményét. 1450-ben Frigyes bizalmas feladattal küldte Portugáliába, ahol Eneának kellett megnyernie Eleonóra, portugál hercegnő kezét Frigyesnek. A sikeres utat követően a császár Csehországba küldte, hogy a husziták vezérével állapodjon meg a békében. Enea találkozott Podjebrád Györggyel, akivel jó feltételek mellett kötött egyezséget. 1452-ben Frigyessel együtt Rómába érkezett, hogy részt vegyen a német király császárrá koronázásán. Három év múltán, 1455-ben érkezett újra Rómába, hogy biztosítsa Frigyes támogatását az új egyházfőnek, III. Kallixtusznak. Frigyes, és V. László, magyar király is támogatta Enea bíborosi kinevezését, de Kallixtus csak a családja között kiosztogatott rangokat követően volt hajlandó Enea Piccolomini ügyével foglalkozni. Végül 1456. december 18-án megkapta a bíborosi kalapot.

## Regnáló polihisztor

### Mantova és a török kérdés

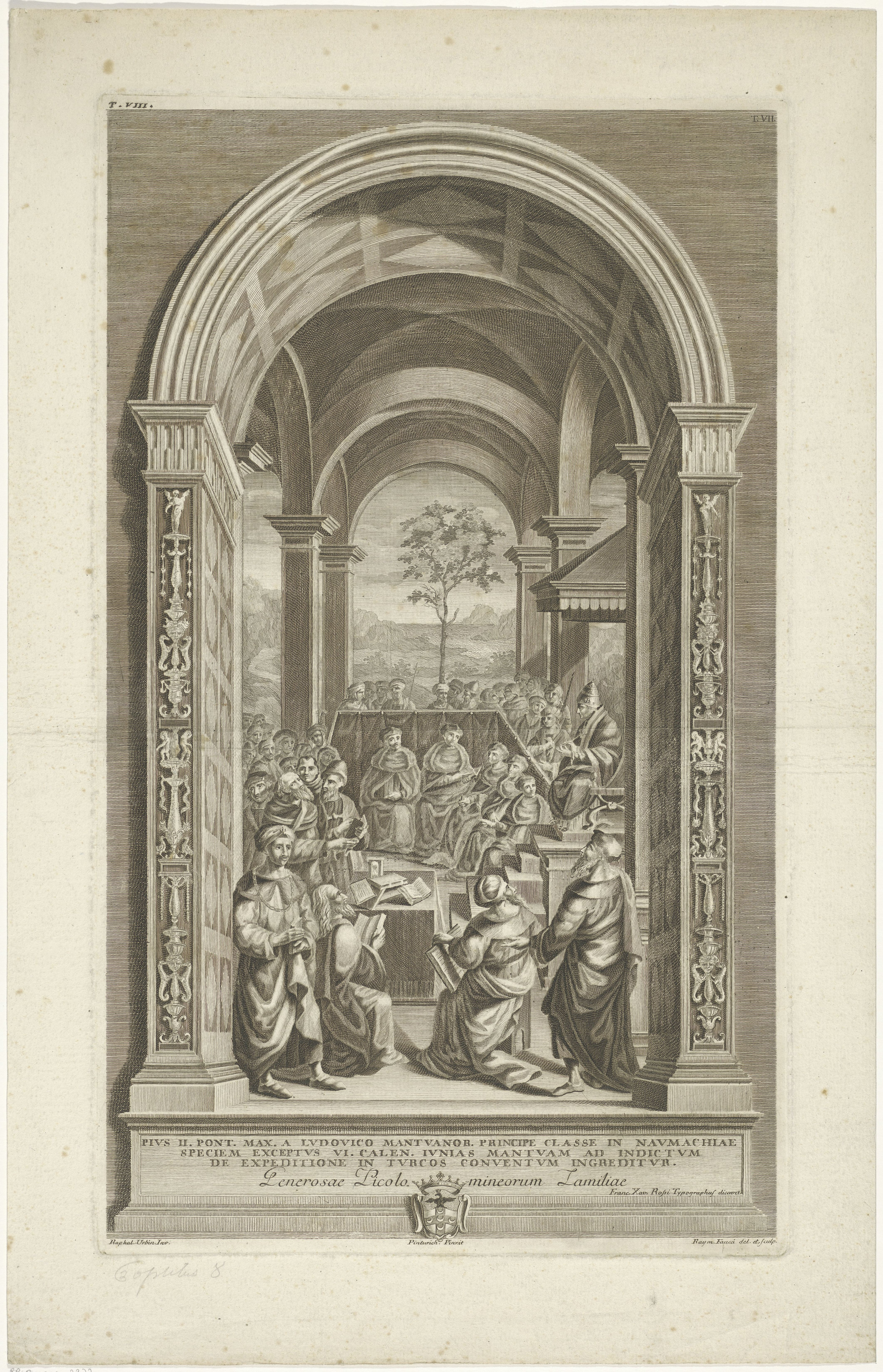
II. Piusz pápa a mantovai kongresszuson

1458. augusztus 6-án meghalt III. Kallixtusz, és a bíborosok szent kollégiuma Rómába gyűlt, hogy megválassza a megüresedett egyházi trónus új fejét. Az augusztus 10-én összeülő konklávé egyik legesélyesebb jelöltje a francia Rouen kardinálisa volt, aki gazdagsága és befolyása mellett kiváló jellemmel rendelkezett a szent hivatal betöltéséhez. Mindemellett Enea ellenezte a francia bíboros megválasztását, azon egyszerű okból, hogy saját magát sokkal alkalmasabbnak tartotta a hivatalra. A korabeli Itália légkörére jellemző volt, hogy egy humanista egyházfő mérhetetlen népszerűséget hozhatott az egyháznak. Többek között ennek is nagy szerepe volt abban, hogy hosszas vita után végül augusztus 19-én a kollégium őt választotta meg Szent Péter trónusára. Enea felvette a II. Piusz uralkodói nevet.
A választás híre lázba hozta az egész reneszánsz világot. Piusz személyében egy igazi humanista emberideál lépett az egyház legmagasabb hivatalába. A koronázás kirobbanó ünneplés volt, amelyre egész Itáliából özönlöttek a tudósok és művészek. Piuszt a római származású Colonna bíboros koronázta meg, ezzel is jelezve az örök város rajongását új ura felé. Az új egyházfő a rajongás ellenére nem sokat tartózkodott Rómában. Pontifikátusának központi elemévé egyértelműen a keresztes háború megindítását tartotta. A törökök kiűzésére tett első erőfeszítése humanista filozófiájából lépett a valóság mezejére. 1458. október 13-án kihirdette a Vocabit nos Pius kezdetű bulláját, amelyben úgy vélekedett, hogy a törökök okozta válságot egy olyan fejedelmi kongresszussal lehet megoldani, amelyen részt vesz a keresztény világ minden uralkodója és világi hatalmassága. A kongresszust Mantovába hívta össze 1459. június 1-jére. Piusz lelkesedése minden képzeletet felülmúlt. A nagy gyűlés előtt újabb bullát adott ki, amelyben elrendelte egy újabb lovagrend megalapítását. A Betlehemi Miasszonyunk rend a török elleni harc egyik fő sarokköve lehetett volna a pápa terveiben, amelynek székhelyéül Lemnosz szigetét jelölték meg. A történelem mélyen hallgat ennek a lovagrendnek a későbbi sorsáról. Az sem valószínű, hogy végül megalakult a Betlehemi Miasszonyunk rend. Mindenesetre Piusz nagy hévvel és tervekkel teli érkezett meg Mantovába nyár elején. A korabeli írók és művészek legnagyobb megelégedésére kiváló beszédet tartott a kongresszus nyitónapján, az egyetlen probléma az volt, hogy azt nem sokan hallották. Az egyházfő hívó szavára szinte egyetlen jelentős politikai hatalom sem felelt. A koronás fők teljes közönye miatt Piusz tervei kudarcot vallottak. A pápának rá kellett döbbennie, hogy a régi lovagkor ideje végleg leáldozott. Egyedül Németország ajánlott fel jelentősebb létszámú sereget a keresztes hadakba, és a jelenlévők beleegyeztek egy hároméves törökellenes hadjáratba, de végül az ígéretek szertefoszlottak, és nem vált valóra semmi. Szeptember 26-án Piusz csalódottan zárta le a kongresszust.
A kudarc után szülőföldjére, Sienába tért vissza, ahol önéletrajzában leírta, hogy a vidéki élet gyönyörűségeibe burkolózva elmélkedett a törökök elleni hadjárat további lépésein. Itt született meg az a lehetetlen ötlet is, hogy levelet küldjön a szultánnak. A pápa 1461-ben II. Mehmed szultánt megkérte, hogy vegye fel a kereszténységet és azt tegye államvallássá birodalmában. Cserébe elismeri őt a bizánci császárok örökösének, és császárrá koronázza Konstantinápolyban. A derűlátó humanizmus szülte békéltető ötlet természetesen kudarcba fulladt.
Végül Piusz reményei évek múltán újjáéledhettek, ugyanis a törökök újabb hadjáratokat indítottak Európa felé. Ez felpezsdítette a közvetlen veszélybe került Magyarország és a Velencei Köztársaság érdeklődését is egy hadjárat iránt. Piusz újult erővel fogott bele a hadjárat szervezésébe. 1463-ban a pápai követek elérték, hogy Hunyadi Mátyás magyar király rettegett fekete serege összhangban a velencei flottával támadásba lendüljön. Piusz egy konzisztóriumon kijelentette, hogy az egyesült velencei és pápai flották élére személyesen akar állni. De a megtört, köszvénytől szenvedő egyházfő váratlanul meghalt, és vele együtt a hadjárat összetartója szállt sírba. A török hadjárat tehát ezúttal is elmaradt.

### Egy régi ismerős Csehországból
Mielőtt Piusz elfoglalta volna a pápai trónt, többször is járt követként Csehországban, ahol a huszita tanok még mindig vad fenyegetést jelentettek az egyháznak. A későbbi reformáció előhírnökeit a pápaság intézménye nem nézte túl jó szemmel, és mindent elkövetett annak érdekében, hogy elfojtsa a huszitizmust. Ebben III. Frigyes császár is segítségére volt a pápai hatalomnak. Piusz a Csehország uralkodójává megválasztott Podjebrád Györggyel már korábban is tárgyalt az ország vallási ügyeinek rendezéséről. Pápaként ez a kapcsolat még nagyobb súlyt kapott. A furfangos uralkodóként megismert György királyi rangjához kellett az egyház elismerése. Éppen ezért a cseh uralkodó titkos szerződést kötött Piusszal, aki a koronázásért cserébe azt kérte, hogy tegyen esküt a római egyházzal való egyesülésre, és a bázeli engedmények visszavonására. Podjebrád György megfogadta, hogy semmissé nyilvánítja a bázeli paktumot, amelyben a zsinat többek között engedélyezte a cseheknek, hogy két szín alatt áldozzanak. De György sohasem gondolta komolyan a titkos szerződésben tett ígéreteit. A becsapott egyházfő viszont bátran támogatta a cseh uralkodó törekvéseit, és befolyásával a cseh király uralma alá helyezte Boroszló városát is, amely ellenezte a huszitizmust. A területszerzések után már György sem rejtette véka alá igazi álláspontját. 1461-ben kihirdette országa népének, hogy megtartja a bázeli pontokat. Piusz ekkor döbbent rá, hogy becsapták, és azonnal Rómába hívatta a cseh királyt. Hosszas halogatás után végül 1462-ben érkezett meg a cseh követség az örök városba. Podjebrád nem volt hajlandó lemondani a bázeli kiváltságokról, sőt azt követelte, hogy a pápa is ismerje el a paktum pontjait. A tárgyalások Piusz halála miatt abbamaradtak.

### A nemzeti egyházak törekvései
Piusz pontifikátusa során sohasem mondott le a törökök ellen indítandó háború víziójáról. A Mantovába összehívott kongresszus mellett igazán nagy erőfeszítéseket tett a keresztes seregek összefogására. 1461-ben Rómába kellett utaznia, hogy a Tiburzio de Maso vezette nemesi felkelést elfojtsa, és a pápai állam nagy részén is szükség volt az egyházfő seregének beavatkozására. A nagyrészt helyreállított itáliai béke mellett Piusznak sikerült tárgyalóasztalhoz ültetnie Hunyadi Mátyás magyar királyt és III. Frigyes császárt. Európa és a törökök elleni támadás két fontos koronás fője többször is egymásra támadt, és Piusz intése is csak időleges békét biztosított a két uralkodó között. A pápa igyekezett meggátolni a Német Lovagrend és Lengyelország között kirobbant háborút is, de miután ez teljes kudarcba fulladt, Piusz egyházi átokkal sújtotta mindkét állam lakosait.

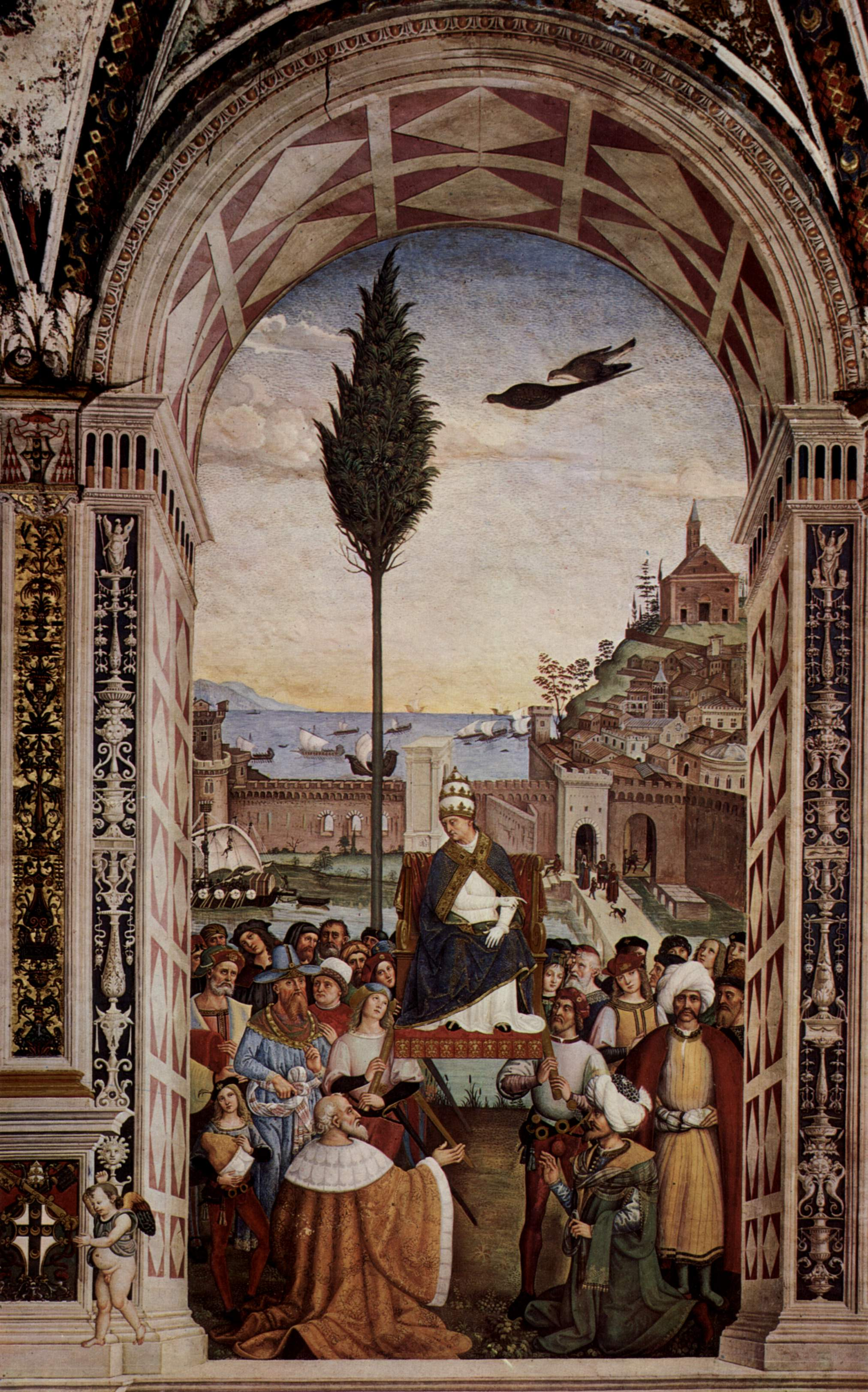
II. Piusz megérkezése Anconába a keresztes háború megindítása miatt, Pintoricchio freskója a sienai dómban

Ezek mellett kiemelkedően fontos szerep jutott a Franciaországgal fenntartott kapcsolatnak, amely alapvetően két szálon is érintette a római kúriát. Egyrészt, a korábban a zsinati döntés elsőbbségét valló Piusz trónra kerülve homlokegyenest ellent mondott ifjúkori nézeteinek, és a kúria abszolutizmusa mellett foglalt állást. A pápai főhatalom megerősítésének fontos állomása volt a francia egyház szabadságának csökkentése. Az 1438-ban Bourges-ban kiadott Pragmatica Sanctio a francia uralkodó által garantálta a gallikán egyház szabadságát, azaz a pápai hatalomtól való függetlenségét. Piusz minden erejével igyekezett megszüntetni ezt a királyi rendeletet, amelyre az 1461-ben trónra lépő XI. Lajos, francia király hajlandó is lett volna. A körülmények pedig nem voltak egyszerűek az uralkodó számára. Piusz 1460. január 18-án többek között a mantovai kudarc hatására is kiadta Execrabilis kezdetű bulláját, amelyben kijelentette, hogy a pápa ítélete ellen senki sem fellebbezhet az egyetemes zsinatokon. Aki mégis így járna el, azt azonnal kiközösítik az egyházból. Lajos klérusa hevesen tiltakozott a pápa abszolutisztikus törekvései ellen, de a francia koronának akkoriban különösen szüksége volt a pápa jóindulatára, ugyanis Nápoly trónjáért háború robbant ki az Anjou-ház és Aragónia között. Piusz már a kezdetekben I. Ferdinándot, az aragóniai trónkövetelőt támogatta, így XI. Lajos a Pragmatica Sanctio eltörlésétől azt várta, hogy a pápa cserébe az Anjouk mellett teszi le voksát. De a gallikán szabadságjogok visszavonása után sem állt Piusz a francia érdek oldalára. Ezért Lajos hamarosan visszaállította a bourges-i privilégiumokat. 
A konciliarizmussal való harca a Német-római Birodalomban is sok bonyodalmat okozott. Rimini bárójával és a tiroli herceggel is harcokba bocsátkozott. Ugyanígy a mainzi érsek megválasztásakor is kisebb háború bontakozott ki Piusz abszolutisztikus módszerei miatt. A német területek a túlzott pápai adók miatt is lázadoztak. Mindezek ellenére Piusz kiválóan keverte kártyáit, és végül az ő akarata juthatott érvényre.

### Művei és életének utolsó szakasza
II. Piusz trónra emelkedése és regnálása az egyik legkülönösebb karakterrel rendelkező pápa fellépésének időszaka volt. Életrajzából és egész karrierjéből kitűnik, hogy igencsak hajlékony természettel áldotta meg őt az ég. Mindig igyekezett megtalálni azt a viselkedési formát, vagy azt a tudásmennyiséget, amelyet környezete és érdeke megkívánt tőle. Ezért aztán életének voltak buja időszakai éppen úgy, mint szigorúan erkölcsös évei. Kezdetben életét áldozta volna a bázeli zsinat konciliarista felfogásáért, azután a pápai hatalom legelhivatottabb védelmezőjévé vált. Jellemének kettőssége a reneszánsz emberideáljából is következhetett. A polihisztor személyisége ekkoriban a legdicsőítettebb emberi karakter volt. Ennek Piusz mindenféleképpen megfelelt.

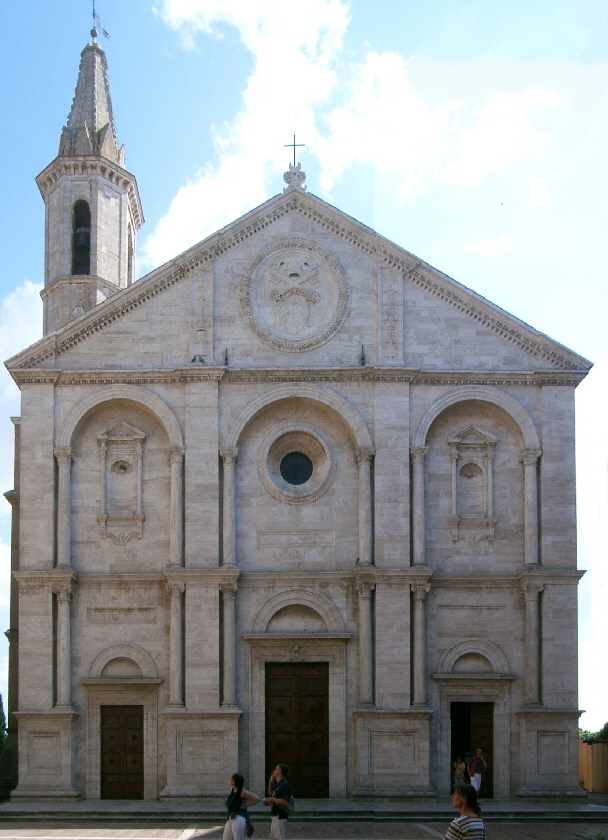
A pienzai dóm

Egyházfőként sem csak a legfőbb egyházi méltóság szerepét töltötte be, hanem emellett a művészetek megszállott rajongója volt. Korának egyik legelismertebb és legtermékenyebb költője és írója rejtőzött meg a pápai tiara alatt. A sors fura fintora, hogy Piusz éppen pontifikátusának idején volt a legtermékenyebb író. Rengeteg műve maradt fenn mind a mai napig, és több ezek közül kiemelkedő értéket képvisel. A legismertebb, és történelmi valamint irodalmi szempontból is az egyik legfontosabb műve a Commentaries címet viseli. Ez a tizenhárom könyvből álló mű a pápa saját életét írja le. A művet gyakran emlegetik Memoirs címmel is, de amikor 1584-ben Piusz egyik leszármazottja, Francesco Bandini Piccolomini bíboros kiadta a néhai egyházfő önéletrajzát, akkor még a következő címet viselte: Pii II Commentarii rerum memorabilium, quae temporibus suis contigerunt. A latin nyelven íródott mű megindító, megdöbbentő jelenetekkel és őszinteséggel írja le a pápa életútját. A kellemes és könnyű olvasmányban a pápa önmagáról egy harmadik személy elmondásában ír, akit Gobellinusnak nevez el. A sajátos elbeszélési mód mellett kiemelkedő történelmi jelentőséggel bír a mű.

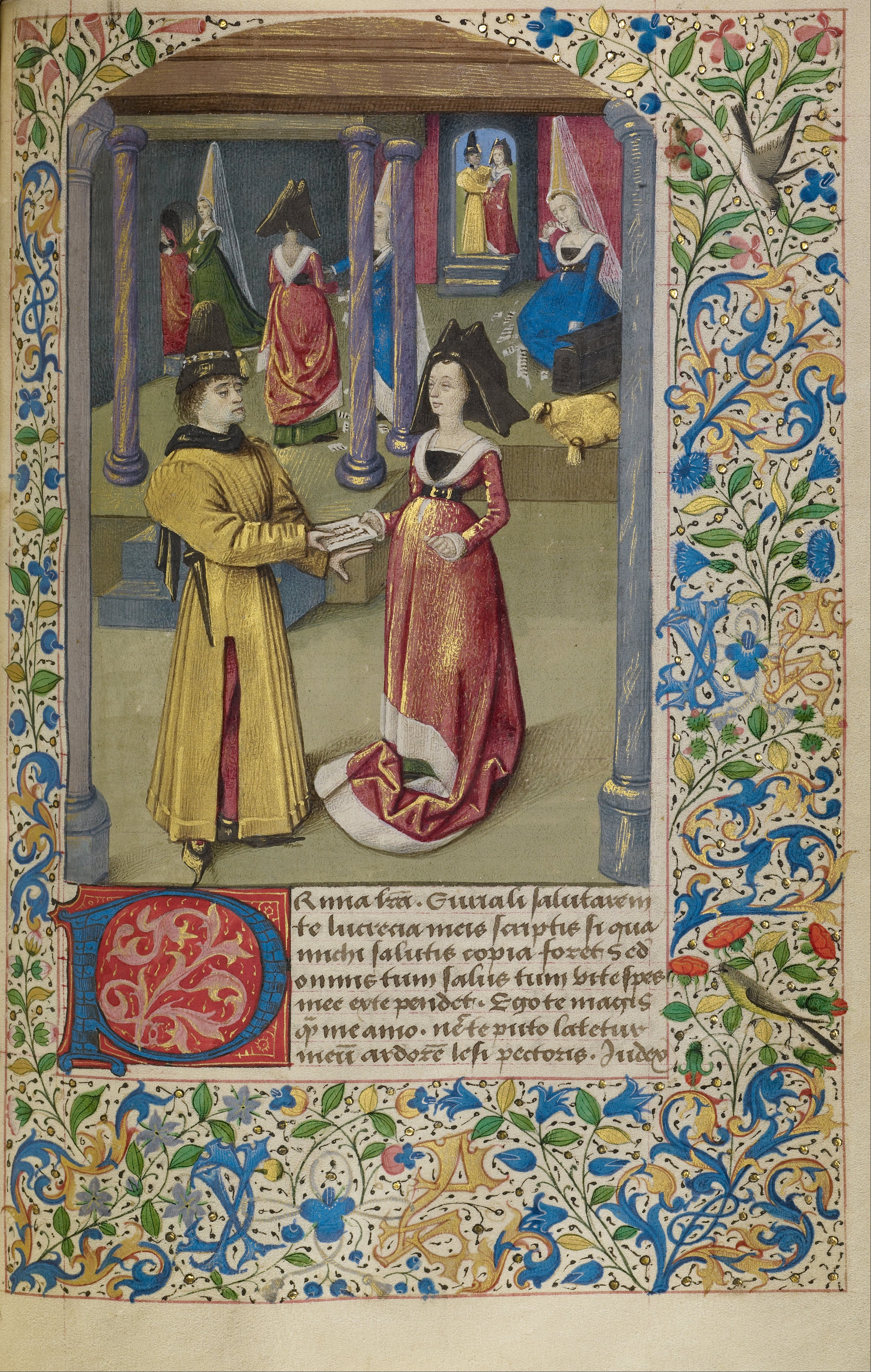
Illusztráció az Euralius és Lucretia címet viselő szerelmes elbeszélő költeményhez

Életének korai szakaszára volt jellemző az erotikus költészet. Rengeteg ilyen tartalmú verset írt, és ekkoriban született meg az Euralius és Lucretia címet viselő szerelmes elbeszélő költeménye is. A legendák szerint ez a mű Bécsben született, és a visszafogottabbak szerint Kaspar Schlick kancellár egyik szerelmi történetét veszi alapul. Aki nem ennyire visszafogott, az a bázeli időkre utal vissza, és a főhős erotikus vágyait magára a pápára vetíti ki. Euralius és Lucretia története mind a mai napig olvasható, és a kora reneszánsz művek között viszonylag népszerű is. Ennek alapvetően nemcsak az az oka, hogy a szerelmes pár története örökérvényű ideákat fogalmaz meg, hanem az a különlegesség is vonzó benne, hogy egy pápa írta meg. A közelmúltban fedezték fel Piusz egyetlen komédiáját, amely a Chrysis címet viseli és elsősorban az erkölcsi botlásokról vázol fel komikus jeleneteket. Több verse mellett episztolái, levelei is nagy szerepet kaptak abban, hogy korának legelismertebb alkotója legyen. A jelen kutatói számára több történelmi tárgyú leírása és más tudományos munkája emeli a halhatatlanok közé Piust. A pápa két művet is írt a bázeli zsinatról (Libellus dialogorum de generalis concilii auctoritate et gestis Basileensium és a Commentarius de rebus Basileae gestis), emellett megírta III. Frigyes császár élettörténetét (Historia rerum Frederici III imperatoris) és a husziták által felfordított Csehország történetét is (Historia Bohemica). Földrajzi és etnográfiai műveket készített Európáról és Ázsiáról, több politikai és erkölcsi művet is megfogalmazott, amely korának társadalmi felépítését és gondolkodását tükrözi a későbbi korok számára. A középkori városok fejlődését is kutatta, amelyre szülővárosa adta legnagyobb kísérletéhez a díszleteket. Piusz városi rangra emelte Corsignanot, és fejleszteni kezdte. Falakat emelt köré, palotákat és katedrális építtetett a városban. Az egykori agrár falu hihetetlen változásokon ment keresztül, még neve is megváltozott: Piusz tiszteletére a város felvette a Pienza nevet. A város mind a mai napig Piusz keze nyomát viseli.
A nagy író és egyházfő egészen a halálos ágyáig a törökök elleni harcok tüzében élt. Amikor Velence és Magyarország végül belement egy törökellenes hadjáratba, a lelkes egyházfő Anconába utazott, hogy a seregek élére álljon. De ekkor már halálos beteg volt, és nemsokára, 1464. augusztus 14-én meghalt. Testét a római Sant'Andrea della Valle-bazilikában helyezték örök nyugalomra. A Szent Péter-bazilikában egy üres síremléket állíttattak fel Piusz emlékére, amely mind a mai napig ott áll.

## Művei
- Eszterházy Károly: Püspöki hírdető levél azon jubileumrúl, mellyet Második Ferencz minden örökös birodalmaira ki-nyert a' római szentséges pápátul ezen folyó ezer hét száz kilenczven ötödik esztendőben / II. Pius pápa: Jeles ájtatossága Krisztusban leg-kedvesebb fiúnknak Ferencznek minekutánna már az ő szíve felette megilletődött volna, e' hadakozásnak leg-sanyarúbb ideje miatt most őtet arra a' maga meg-határozására hajtotta, hogy ezen új esztendőnek eleit maga, és népei közönséges könyörgéseinek szentelné. Költ Rómában Boldog Asszony havának első napján, Urunknak 1795 esztendejében; A' Püspöki Typográfia' betöivel, Eger, 1795
- Aeneas Sylvius: A gyermeknevelés. V. László magyar király számára; ford., jegyz. Acsay Antal; Franklin, Bp., 1898
- Pápa vagy zsinat? Válogatott levelek; vál. Boronkai Iván, ford. Boronkai Iván, Kapitánffy István; Magyar Helikon, Bp., 1980 (Bibliotheca historica)
- Szemelvények Aeneas Sylvius Piccolomini „Európa” c. művéből; ford., sajtó alá rend., bev. Nótári Tamás; JATE Történész Diákkör, Szeged, 1999 (Documenta historica)
- II. Piusz pápa feljegyzései, 1-2.; ford. Bellus Ibolya, Boronkai Iván; Balassi, Bp., 2001 (Történelmi források) ISBN 9635064012
- Documenta Catholica Omnia (latin nyelven). (Hozzáférés: 2011. december 6.)